# Schadler
Schadler är en bergstopp i Schweiz.   Den ligger i kantonen Graubünden, i den östra delen av landet, 230 km öster om huvudstaden Bern. Toppen på Schadler är 2 948 meter över havet, eller 52 meter över den omgivande terrängen. Bredden vid basen är 0,42 km.
Terrängen runt Schadler är bergig åt nordost, men åt sydväst är den kuperad. Runt Schadler är det glesbefolkat, med 16 invånare per kvadratkilometer.. Närmaste större samhälle är Scuol, 11,0 km nordväst om Schadler. 
Trakten runt Schadler består i huvudsak av gräsmarker.